# Depeche Mode
A Depeche Mode egy synthpop és new wave irányzathoz sorolható brit együttes, amelyet 1980-ban alapítottak Basildonban, Angliában. Máig sikeres és ismert, modern könnyűzenét játszó zenekar, Magyarországon is jelentős rajongótáborral rendelkezik.
A Depeche Mode az újromantikus és új hullámú együttesek időszakában alakult, az ezekbe a kategóriákba sorolható együttesek közül a Mode lett az egyik legsikeresebb és leghosszabb életű. Az együttes közeli barátjaként számontartott, a Mute Records elnökeként ismert Daniel Miller szerint a "new wave" helyett „futurista” szó pontosabban jellemzi őket. 2009 elejéig több mint százmillió lemezt adtak el, 45 kislemezzel szerepeltek a brit kislemez slágerlistán. A zenekar minden egyes stúdióalbuma bekerült a Top10-be az Egyesült Királyságban, az USA-ban, Németországban, Franciaországban, Olaszországban, Spanyolországban, Svédországban, Dániában, Svájcban és Belgiumban, valamint további 20 másik országban. 2006-ban a Depeche Mode kapta az MTV Europe Music Awards legjobb együttesnek járó díját.
A Depeche Mode útja zeneileg a könnyed, időnként már-már rágógumiízű, táncolható szintipoptól (Speak and Spell, A Broken Frame) egy több lemezből álló átmeneti, kísérletező korszakon keresztül (Construction Time Again, People Are People, Violator) az ipari hangzással feldúsított, erősen sample-alapú és egyre sötétebbé, komorabbá váló elektropopon át (Black Celebration, Music for the Masses, Some Great Reward) egészen a gitár alapú, underground jellegű alternatív-indusztriális rockzenére való kacsintgatásig (Songs of Faith and Devotion, Ultra) vezetett, majd onnan a kilencvenes évek eklektikus elektronikus zenéjébe (amely igen sokat köszönhet a Depeche Mode-nak is) torkollt vissza.

### Jelenlegi tagjai
- Martin Gore (1961. július 23., szövegíró, zeneszerző, billentyűs, gitáros, vokalista)
- Dave Gahan (1962. május 9., énekes, szövegíró)

### Egykori tagjai
- Andrew Fletcher
- Alan Wilder
- Vince Clarke

## A név eredete
Az együttes a korai időszakban Composition of Sounds néven lépett fel. A Depeche Mode név ötletét Dave Gahan hozta, aki egy francia divatmagazin címlapján látta. A magazin divattervezői és kirakatrendezői tanulmányai során akadt a kezébe. A francia nyelvű szóösszetétel szóról szóra fordítva nagyjából sietős divatot, távirati stílust jelent, az együttes tagjainak elsősorban elegáns hangzása miatt tetszett meg.

## A Depeche Mode története
1976-ban Vince Clarke, és a jövendő billentyűs, volt basszusgitáros Andrew Fletcher a London közelében fekvő Basildonban megalapította a „No Romance in China” nevű együttest, ami nem igazán tűnt sikeresnek. 1979-ben Vince Clarke új csapatot („Composition of Sound”) alapított Fletcher közreműködésével, Ehhez csatlakozott Martin Lee Gore, aki korábban a The French Look és a Norman and the Worms nevű zenekarban gitározott. 1980-ban Clarke meghívására csatlakozott énekesként Dave Gahan, ezzel megszületett a Depeche Mode. A Depeche Mode tisztán elektronikus zenét játszó zenekar lett: minden hangot szintetizátorokkal állítottak elő. Az együttes első hivatalosan megjelent száma a Some Bizarre című válogatáslemezen megjelenő Photographic volt, azonban az első kislemez nem ez, hanem a Dreaming of Me lett, immár a Daniel Miller vezette Mute Records kiadásában. E kiadó első TOP20-as száma a brit slágerlistán a Depeche Mode második kislemeze, a New Life lett, a 8. helyig jutó Just Can't Get Enough után pedig érkezett az együttes első nagylemeze, a Speak & Spell. Az albumon dalszerzőként meghatározó Clarke azonban 1981 végén kivált az együttesből. Innentől kezdve az újsághirdetéssel felvett Alan Wilder helyettesítette őt a koncerteken, ám őt csak az 1982-es A Broken Frame album után vették be hivatalosan a Depeche Mode-ba. Wilder nemcsak a hangmérnöki és szintetizátorosi feladatokból vette ki mind nagyobb részét az együttesben, de a harmadik (Construction Time Again, 1983) és a negyedik (Some Great Reward, 1984) albumon 1-1 dal szerzőjeként is közreműködött az időközben zsenialitását kibontó Gore mellett. Az együttes első négy nagylemezét válogatáslemez zárta le. A Black Celebration (1986) és a Music for the Masses (1987) kultikus zenekarrá tette a Depeche Mode-ot, az utóbbi turnéjának 101. zárókoncertjéről koncertfilm született.
Erőteljes stílusváltást követően 1990-ben 6 millió eladott példányszámmal a Depeche Mode máig legsikeresebb albuma, a Violator jelent meg, melynek két kislemeze (Personal Jesus, Enjoy the Silence) is rendszeresen szerepel az évtized, illetve minden idők legjobb popslágereinek listáin. Az 1993-as Songs of Faith and Devotion nagylemez azonban minden korábbinál rockosabb, teltebb hangzást kapott. A lemezt követő meghosszabbított turné 1994-ben az együttest mélypontra juttatta. Fletcher idegösszeomlása miatt idő előtt elhagyta a turnét, Gore alkohol-, Gahan drogproblémákkal küzdött (1995-ben drogmámorban felvágta az ereit, 1996-ban pedig túladagolta magát és szinte a halálból hozták vissza az orvosok), végül 1995-ben Wilder elhagyta az együttest. Ekkortól háromtagú lett a Depeche Mode. A Wilder nélkül készülő nagylemezeken rendre külső producer segédkezik. Így az 1997-es Ultra Tim Simenon, a 2001-es Exciter Mark Bell, a 2006-os Playing the Angel, a 2009-es Sounds of the Universe és a 2013-as Delta Machine Ben Hillier közreműködésével készült.
2022. május 26-án, 60 évesen elhunyt az együttes billentyűse, Andrew Fletcher. Az együttes tagjai még Fletcher halála előtt, a világjárvány korai szakaszában elkezdtek dolgozni egy új stúdióalbumon, melynek témáit közvetlenül az idő múlása inspirálta. Fletcher halála után azonban a projekt egy extra jelentésszintet kapott és sokan azt feltételezték, hogy az album címe tisztelgés Fletcher előtt, az „emlékezz, a halálra” jelentése miatt. Gahan és Gore úgy döntöttek, hogy folytatják zenei karrierjüket és úgy nyilatkozták: „Biztosak vagyunk benne, hogy Fletch' is ezt akarta volna.”
2022. október 4-én a Depeche Mode bejelentette tizenötödik stúdióalbumuk, a Memento Mori megjelenését, valamint az album népszerűsítésére, egy világ körüli turnét, amely 2023. március 23-án indult, az Egyesült Államokban.
Az albumról kimásolt első kislemez, a Ghosts Again 2023. február 9-én jelent meg, amely a 20. helyig jutott az Egyesült Királyságban, az USA-ban pedig bekerült a Billboard Charts legjobb tíz helyezettje közé.

## A Depeche Mode Magyarországon
Az együttes már 1985-ben járt Magyarországon, az akkor még vasfüggöny mögött lévő blokk első Depeche Mode-koncertje a budapesti Volán-pályán volt. 1988-ban dupla koncertet adtak a Budapest Sportcsarnokban, és ekkor szerezték kellemetlen tapasztalataikat az őket mindenhova követő fanatikus magyar rajongótáborral kapcsolatban. Az 1993-as MTK-stadionbeli fellépést kihasználva Göd közelében forgatták a Condemnation kislemez videóklipjét. 8 évvel később, 2001-ben tértek vissza hazánkba, a Kisstadion telt házas volt. Gahan szóló projektjét (2003) leszámítva 2006-ban láthatta a Depeche Mode-ot a hazai közönség, méghozzá kétszer is, mert a pillanatok alatt telt házassá vált tavaszi (Budapest Sportarénai) koncerte nyáron egy stadionkoncert követte a (Puskás Ferenc Stadionban). 2007-ben Fletcher tette tiszteletét a Hungarian Depeche Mode Fan Club Petőfi Csarnokban tartott rendezvényén. Az együttes legnagyobb hazai koncertje (36 000 fő) 2009 nyarán volt a Puskás Ferenc Stadionban, míg 2010 januárjában ismét az Arénában adtak koncertet 12 500 rajongónak. Ezt követően 2013. május 21-én léptek fel a Puskás Ferenc Stadionban a The Delta Machine Tour keretében. Pár évre rá a Global Spirit Tour-ral rendhagyó módon háromszor is meglátogatták az országot: először 2017. május 22-én a Groupama Aránában, majd 2018. február 2-án a Papp László Budapest Sportarénában, végül pedig karrierjük első nem budapesti magyar koncertjüket a VOLT Fesztivál headlinereként 2018. június 26-án adták.
A 2018 óta eltelt öt év után, a Memento Mori World Tour koncertsorozatuk keretében az immár 42 éve működő kultikus zenekar, ismét fellép Budapesten is, 2023. július 28-án, a Puskás Arénában.

## Az együttes stílusa és zenei hatása
A Depeche Mode jelentős hatással volt rengeteg zenekarra, és nem kis részben nekik köszönhetőek a mai techno és az elektronikus irányzatok megszületése, noha ők maguk később más irányba fordultak. Az ős-technozenészek (Derrick May, Kevin Saunderson, Juan Atkins) mind a Depeche Mode-ot nevezték meg mint példaképet és a késő nyolcvanas évekbeli „Detroit Techno-robbanás” okát. Bár a DM egyáltalán nem nevezhető technozenekarnak, és a stílus több jellegzetessége más együtteseknek is köszönhető (például a számítógépek zenei fontosságának felismerése a Kraftwerknek, az alkoholosról a könnyűdrogos szubkultúrára áttérés pedig alighanem a hippimozgalomnak), a Depeche Mode volt alapvetően az első felismerője annak, hogy a modern könnyűzenében mindenféle, de tényleg mindenféle hangot mint zenei összetevőt lehet és kell is alkalmazni – a kutyaugatástól és légkalapácstól kezdve a torzított gitár- vagy énekhangokon át a klasszikus hegedűszólamokig (ld. pl. a „Work Hard” c. számot a People Are People albumon, aminek „kalapács-a-fémcsövön” effektjei a maguk korában még meghökkentőek voltak).
A nyolcvanas évek diszkózenéje is nagyon sokat köszönhet a DM-nak: a Modern Talking, hangzását tekintve, tulajdonképp mode-osított sramlizene volt, de a DM-es és általában az új hullámos hangzás a hasonló, a maguk korában listavezető együttesek legtöbb zeneszámán is megfigyelhető (érdemes például Sandra Celebrate Your Life-ját meghallgatni, de hivatkozhatunk C. C. Catch-re, a Bad Boys Blue-ra stb.)
Míg a szintipop a technóra, a new wave inkább a rock- és modern elektronikus zenére gyakorolt nagyobb hatást. A nyolcvanas évek környékén Magyarországon is nagyon sok és nagyon sikeres new wave alapú zenekar tűnt fel: például az abszurdhumor-költeményei alá profi wave-es aláfestést komponáló KFT (a Száll egy pofon a szélben szám tipikus e tekintetben), vagy a Demjén Ferenc vezette V’Moto-Rock, később az Első Emelet. És talán említenünk sem kell a „magyar depesmód”-ot, a Kovács Ákos vezette Bonanza Banzai-t. A felsorolásból nem kihagyható az igazi klónnak számító Populär zenekar. Ami hangzásában kísértetiesen hasonlított a Depeche Mode-ra.
A modern magyar elektronikus zenekarok közül a Neo, az Anima Sound System, Žagar, Yonderboi, Apsürde és a Unique tekinti többek között a DM-ot példaképnek.

## Az együttes tagjainak szólókarrierje
1988: A turné folytatódik. Januárban zajlik az angliai szakasz. Rögtön az elején két telt házas koncerttel kezdenek Londonban, a Wembley Arenában. A turné közben megjelenik Alan, vagyis RECOIL második albuma, a 3+4 HYDROLOGY. 1989: A csendet először Martin COUNTERFEIT albuma töri meg. A középlemezen 6 feldolgozásszám található, mintegy tiszteletadásként az eredeti szerzőknek.
A tagok az Exciter album elkészítése és az ezt követő turné után újra a szólókarrierjüket kezdték felépíteni – ezzel egyidejűleg szállingózni kezdtek az ilyenkor szokásos találgatások a Depeche Mode feloszlásáról. Ezt megerősítették azok a nyilatkozatok, melyek a zenekarban meglévő, és az évek óta tartó belső ellentétekre utalnak (például Gahan azon nyilatkozata, hogy „állandóan hangról hangra előírták nekem, ezt vagy azt hogyan kell énekelnem, úgyhogy végül úgy éreztem, mintha csak egy lennék a hangszereik közül”).
2003-ban Dave Gahan kiadta Paper Monsters („Papírszörnyek”) c. szólólemezét, melyet világturné, majd a róla készült Live Monsters c. DVD kiadása követett. Martin Gore a Counterfeit 2 („Utánzat II.”) című albummal rukkolt elő, Andrew Fletcher pedig elindította saját lemezkiadóját, a Toast Hawaiit. A szólóra törekvések ellenére úgy tűnik, a végleges szétválás nem következ(het)ett be. Lehetséges, hogy a "végső szót" a közönség mondta ki, hiszen a Gore és Gahan külön turnéikon megtapasztalhatták, hogy a rajongók a Depeche-dalokra indultak be igazán. Ezt követően a tagok közös nyilatkozatai egyértelműen az együttmaradás és a 2005-ben megjelent nagylemezük (Playing the Angel) megjelentét vetítették elő.
Dave Gahan második szólólemeze az Hourglass („Homokóra”) címet kapta, míg Fletcher a Client együttes hátterében tevékenykedik.

## Diszkográfia

### Stúdióalbumok
- Speak & Spell (1981)
- A Broken Frame (1982)
- Construction Time Again (1983)
- Some Great Reward (1984)
- Black Celebration (1986)
- Music for the Masses (1987)
- Violator (1990)
- Songs of Faith and Devotion (1993)
- Ultra (1997)
- Exciter (2001)
- Playing the Angel (2005)
- Sounds of the Universe (2009)
- Delta Machine (2013)
- Spirit (2017)
- Memento Mori (2023)

### Koncertalbumok
- 101 (1989)
- Songs of Faith and Devotion Live (1993)

### Válogatásalbumok
- People Are People (1984)
- The Singles (81-85) (1985)
- Catching Up with Depeche Mode (1985)
- The Singles (86-98) (1998)
- The Singles (81-85) (1985)
- Remixes 81–04 (2004)
- The Best Of Depeche Mode Vol. 1 (2006)
- Remixes 2: 81–11 (2011)

### KislemezekésEP-k

#### 1980-as évek
- Dreaming of Me (1981)
- New Life (1981) #11 UK
- Just Can’t Get Enough (1981) #8 UK
- See You (1982) #6 UK
- The Meaning of Love (1982) #12 UK
- Leave in Silence (1982) #18 UK
- Get the Balance Right! (1983) #13 UK
- Everything Counts (1983) #6 UK
- Love, in Itself (1983) #21 UK
- People Are People (1984) #4 UK; #13 US
- Master and Servant (1984) #9 UK; #87 US
- Somebody / Blasphemous Rumours (1984) #16 UK
- Shake The Disease (1985) #18 UK
- It’s Called a Heart (1985) #18 UK
- Stripped (1985) #15 UK
- But Not Tonight (US release) (1985)
- A Question of Lust (1986) #28 UK
- A Question of Time (1986) #17 UK
- Strangelove (1987) #16 UK; #50 US
- Never Let Me Down Again (1987) #22 UK; #63 US
- Little 15 (1987)
- Behind the Wheel (1988) #21 UK; #61 US
- Everything Counts (Live) (1989) #22 UK
- Personal Jesus (1989) #13 UK; #28 US

#### 1990-es évek
- Enjoy the Silence (1990) #6 UK; #8 US
- Policy of Truth (1990) #16 UK; #15 US
- World in My Eyes (1990) #17 UK; #52 US
- X1 Disc 1: The Twelve Inches (Uno) (1991)
- X1 Disc 2: The Twelve Inches (Zwei) (1991)
- X1 Disc 3: The Twelve Inches (Trois) (1991)
- X1 Disc 4: Strange Mixes (Four) (1991)
- X2 Disc 5: Instrumentals (Cinco) (1991)
- X2 Disc 6: B-Sides (Sex) (1991)
- X2 Disc 7: Live One (Cemb) (1991)
- X2 Disc 8: Live Two (Oziem) (1991)
- I Feel You (1993) #8 UK; #37 US
- Walking in My Shoes (1993) #14 UK; #69 US
- Condemnation (1993) #9 UK
- In Your Room (1994) #8 UK
- Barrel of a Gun (1997) #4 UK; #47 US
- It’s No Good (1997) #5 UK; #38 US
- Home (1997) #23 UK; #88 US
- Useless (1997) #28 UK
- Only When I Lose Myself (1998) #17 UK; #61 US

#### 2000-es évek
- Dream On (2001) #6 UK; #85 US
- I Feel Loved (2001) #12 UK
- Freelove (2001) #19 UK
- Goodnight Lovers (2002)
- Enjoy the Silence 04 (2004) #7 UK
- Precious (2005)
- A Pain That I’m Used To (2005)
- Suffer Well (2006)
- John the Revelator / Lilian (2006)
- Martyr (2006)
- Wrong (2009)
- Peace (2009)
- Fragile Tension / Hole to Feed (2009)

#### 2010-es évek
- Personal Jesus 2011 (2011)
- Heaven (2013)
- Soothe My Soul (2013)
- Should Be Higher (2013)
- Where’s the Revolution (2017)
- Going Backwards (2017)
- Cover Me (2017)

#### 2020-as évek
- Ghosts Again (2023)
- Wagging Tongue (2023)

### Videók
- The World We Live In and Live in Hamburg (1985)
- Some Great Videos (1985)
- Strange (1988)
- 101 (1988)
- Strange Too (1990)
- Devotional (1993)
- Videos 86>98 (1998)
- Videos 81>85 (1998)
- One Night in Paris (2002)
- Videos 86>98+ (2002)
- Touring the Angel: Live in Milan (2006)
- The Best Of Videos: Volume 1 (2006)
- Tour of the Universe: Live in Barcelona 20/21.11.09 (2010)
- Depeche Mode Live in Berlin (2014)
- Video Singles Collection (2016)
- Spirits in the Forest (2020)